# Xavier Bongibault
Xavier Bongibault (Bondy, Francuska, 4. listopada 1991. - ) jedan od istaknutih osoba masovnog pokreta protiv redefinicije braka u Francuskoj 2013. godine. Srednju školu Lycée Clemenceau završio je 2008., a studirao je na Sveučilištu Paris 13 Nord. 
Homoseksualac je koji u svojim istupima često naglašava kako LGBT aktivisti uzurpiraju pravo predstavljanja svih gay osoba.
Smatra kako oni time nanose štetu onim homoseksualnim osobama koje ne dijele njihove stavove uzimajući ih za alibi prohtjevima štetnima za druge sastavnice društva. Njegovo je mišljenje da većina gay osoba uopće ne želi stupati u brak i narušavati koncept obitelji, ali su šutljivi.
Po ovim razmišljanjima, Xavier Bongibault je blizak gay katolicima, osobama istospolne orijentacije koji odlučuju ne prakticirati homoseksualne sklonosti. Ali, za razliku od njih Xavier Bongibault je deklarirani ateist i ne dijeli njihovo mišljenje o potrebi i poželjnosti uzdržavanja od homoseksualnih odnosa. Njegovo protivljenje uvođenju istospolnih brakova, preciznije definiranju braka koji otvara istospolnim parovima mogućnost usvajanja djece, nije vezano uz religijske nazore, već isključivo zauzetošću za dobrobit društva.
Uz Jean-Marca Veyrona la Croixa, načelnika općine Chasselas, člana Načelnika za djecu, najistaknutiji je deklarirani homoseksualac u prosvjedima.
Uz kolumnisticu i humoristicu Frigide Barjot i vođu Ljevičara za brak Laurence Tcheng postao je jedan od glavnih glasnogovornika pokreta Manif Pour Tous.

## Vanjske poveznice
|  | Zajednički poslužitelj ima još gradiva o temi Xavier Bongibault |
|  | Wikicitati imaju zbirke citata o temi Xavier Bongibault         |

- Xavierov Twitter profil
- Xavierov Facebook profil
- Xavier Bongibault u najavi za prosvjed 26. svibnja 2013.